# 马尔科 (匈牙利)
马尔科，是匈牙利维斯普雷姆州所辖的一个村，总面积34.41平方公里，总人口1152，人口密度33.5人/平方公里（2010年1月1日）。